# Juan Pablo Ordúñez
Juan Pablo Ordúñez de la Fuente (n. Talavera de la Reina, 23 de junio de 1956), más conocido como El Pirata, es un locutor de radio y productor musical español especializado en rock.
En 1971, con tan solo 15 años, inicia su carrera profesional dedicada al mundo del rock, dentro de la emisora Radio Juventud. Esto supondría el inicio del legendario programa de radio, dedicado al rock y al heavy: la emisión pirata. Además de sus más de 30 años de experiencia en la radio, ha conocido a todas las figuras del rock en España y ha entrevistado a una gran cantidad de los grupos de hard rock y heavy más importantes de todo el mundo, además de haber presentado numerosos festivales en España relacionados con este estilo musical.

## Biografía

### El Rock en la España de 1970
Se ha de tener en cuenta el contexto social, político, económico y cultural de aquella época tanto en España como a nivel internacional, para entender el sentido y labor de "el pirata" en el mundo del rock. En el aspecto musical, los años setenta suponen el nacimiento del hard rock y del heavy metal en todo el planeta. En Inglaterra aparecen bandas como Led Zeppelin, Deep Purple, Status Quo, Queen, Black Sabbath y otras. En Estados Unidos, cuna del rock, con Lynyrd Skynyrd o Bob Seger y en Australia, Cold Chisel o AC/DC. Este fenómeno ya se dejó ver con grupos como Creedence Clearwater Revival en los 60. 
España, encontrándose casi al final de la dictadura franquista, estaba retrasada en diferentes aspectos respecto a Europa y Estados Unidos, en particular en las nuevas corrientes musicales. Salvador Domínguez, uno de los más reconocidos guitarristas del rock español, comenta en un documental de la emisión pirata, cómo comenzó en el rock gracias a la emisión pirata y cómo la estética asociada a esta música (pelo largo y demás) provocaba cierto rechazo por parte de algunas personas: “Eramos cuatro gatos […] la policía nos paraba […] de conciertos nada, había que irse a Francia…”. Este testimonio, sin dejar de ser anecdótico, ayuda a hacerse una idea del contexto social en el que se mueven los primeros roqueros españoles, entre ellos el pirata. Los discos eran difíciles de conseguir y llegaban tarde. No existía un mercado aún sobre esta música o una emisora que permitiese su difusión, así como el concepto de comunicación era distinto, dado que no existía internet. 
Respecto al Pirata, más difícil lo tenía, ya que no era Miami o Londres, capitales del rock, dónde empezaría su carrera, si no en un país que aún no conoce el rock, y como él dice: “desde la Castilla Profunda”.

### Cadena COPE
La COPE abrirá las puertas a la etapa más larga de la emisión pirata, y de alguna manera, también las puertas al rock en España. 
En 1980, el pirata abandona su tierra natal, ya que “huele que algo viene [el rock surge en España y la movida madrileña nace con él; el movimiento urbano]” y se instala en Madrid. Colabora con el programa de Vicente Romero "Mariscal", el cual considera al pirata como “un hombre imprescindible en la historia del rock de este país”. En 1982 ficha por fin con la COPE, consiguiendo un trabajo serio en la radio, que de alguna manera podríamos considerar esto como el nacimiento oficial de la emisión pirata. Esta etapa dura 16 años. Se empezará emitiendo solo para Madrid de lunes a viernes. Conseguirá emitir en onda media los sábados a las cuatro de la madrugada, a pesar de las horas, con cierto número de radioyentes. En septiembre de 1991 es despedido, el reajuste realizado por la COPE eliminó el programa de su programación. Se hace entonces un concierto en homenaje al pirata en el que tocaron algunos de los mejores grupos de rock del momento, Sangre Azul, Corazones Negros y el cantante Fortu de Obús.
Esta etapa fue muy productiva, entre otras cosas porque los 80 fueron los años de mayor auge del heavy metal en todo el mundo (así lo demuestran cifras de ventas y conciertos de grupos como AC/DC, Iron Maiden, Aerosmith, Guns'n'Roses, Metallica…etc.). También se realizaron fiestas en discotecas organizadas por la emisión pirata, y el pirata mismo presentó muchos festivales y conciertos. Como anécdota, quedan los viajes que organizaba la emisora con el pirata para ir en autobús al Monsters of Rock, el festival quizás más importante a nivel mundial por el que han pasado: Gary Moore, ZZ Top, Mágnum, Whitesnake, Status Quo, Mötley Crüe, Saxon, Quireboys, AC/DC entre otros muchos de los más grandes del hard rock (hasta 1984 se debe hablar más de hard rock que de heavy, ya que nada tiene que ver Status Quo o Gary Moore que tocaron en los primeros festivales, con Ántrax o Metallica más cercanos al Thrash). En esta época el pirata realizará muchas entrevistas. Efectivamente, no falló el olfato de El Pirata, y algo se estaba cociendo.
Actualmente colabora en COPE en el programa Herrera en COPE

### Miami y Cadena 100
Surge una arriesgada iniciativa por parte de El Pirata: llevar la radio rock'n'roll a Miami en español, en onda corta y para todo el planeta. 
El pirata comenta “había que echarle cojones, poner en marcha ese invento en el país donde se inventó la radio y donde se inventó el rock”. 
El programa sólo duró seis meses. De vuelta a Madrid es contratado en la recién creada Cadena 100. En esta etapa, que duraría seis años, continuó su labor como locutor de rock y salió el segundo recopilatorio de la emisión pirata, en el que se incluyen canciones de Scorpions, Gamma Ray, Twisted Sister, Bad Company. Eran además los tiempos del A.O.R. y el Hard Rock Melódico, y probablemente la emisión pirata el único programa de radio en pinchar canciones como Mr. Lucky de Dakota. Emisora por tanto abierta al rock desde una perspectiva amplia, desde Status Quo hasta Pantera.

### Rock FM (Rock&Gol)
Tras eliminar la Cadena 100 el rock de su programación, "el Pirata" trabajó en Onda Cero, hasta que fue despedido de nuevo, y apareció en el Canal 7 de Televisión. Posteriormente estuvo trabajando en Rock & Gol, emisora que emitía hard rock veinticuatro horas al día en combinación con información deportiva. Actualmente la emisora se llama Rock FM, donde presenta "El Pirata y su banda", programa despertador de 6:00 a 10:00, de lunes a viernes.

### Otros trabajos
En todo este tiempo, ha colaborado como periodista especializado en diferentes revistas: Rock de Luxe, Kerrang!, Heavy-Rock, y Popular 1. 
También ha producido una docena de discos de grupos a los que ha estado unido durante su carrera profesional, entre ellos Ñu.
Dos aspectos de su trabajo que han formado parte del día a día durante tres décadas en la emisión pirata: la música que ha sabido poner para contentar a todos los públicos relacionados con el rock y la lectura de cientos de cartas recibidas, algunas en directo. Cartas que de alguna manera fueron parte esencial del programa: anécdotas, peticiones de canciones, historias de todo tipo, etc. 
El Rockferendum es un ranking que hacía la emisión pirata de los mejores grupos del año. Quienes votaban eran los oyentes. Esto dio lugar a un momento de los más interesantes de la emisión pirata: Bruce Dickinson (Iron Maiden) cantando el "Johnny B. Goode" (clásico del rock and roll de Chuck Berry) junto con Yósi Domínguez (Los Suaves), José Carlos Molina (Ñu) y Fortu (Obús), en una versión muy libre del tema y grabado en video por un videoaficionado durante el concierto en el que se celebraba dicho evento. En este video se muestra la calidad de varios cantantes del rock español de los 70 y 80, a la altura de los de más alto nivel internacional, como Bruce Dickinson (Iron Maiden), en cuanto a potencia y calidad vocal.
Desde 2021, Ordúñez presenta su propia sección, Los archivos del Pirata, en el programa de investigación y misterio Cuarto Milenio de Cuatro, en la que aborda mitos, leyendas y hechos oscuros del mundo de la música.
El 31 de mayo de 2024 fue nombrado "Hijo predilecto de Castilla-La Mancha" en un acto organizado en el Palacio de Congreso ‘El Greco’ de Toledo por haber divulgado la música rock y heavy en España durante más de cuatro décadas en los medios de comunicación.